# 너와 나의 경찰수업
《너와 나의 경찰수업》(영어: Rookie Cops)은 2022년 1월 26일부터 2022년 3월 16일까지 방송된 디즈니+ 오리지널 드라마다.

## 줄거리
경찰대학을 무대로 하여 겁도 없고 답도 없지만, 패기 하나로 넘치는 눈부신 열혈 청춘들의 경찰대학 캠퍼스 생활을 그린다. 서툴고 실수투성이지만 누구보다 빛나는 청춘들, 경찰대학교를 뒤집어 놓을 이들의 패기 넘치는 출사표다.

## 제작진

### 제작
- 장경익 (스튜디오앤뉴)

### 제작사
- 스튜디오앤뉴
- 월트 디즈니 컴퍼니 코리아

### 연출
- 김병수 : ( 영화 《어떤 관계》(감독), MBC 드라마넷 주말 미니시리즈 《별순검 시즌1》(공동연출), MBC 드라마넷 토요 미니시리즈 《별순검 시즌2》(공동연출), OCN 일요 오리지널 드라마 《뱀파이어 검사》(연출), tvN 수목 미니시리즈 《인현왕후의 남자》(연출), tvN 월화 미니시리즈 《나인: 아홉 번의 시간여행》(연출), tvN 일요 미니시리즈 《삼총사》(연출), tvN 월화 미니시리즈 《풍선껌》(연출), 중국 HunanTV 중국 토요특별기획드라마 《상애천사천년 2 in 샹하이》(연출), tvN 월화드라마 《하백의 신부 2017》(연출), tvN 주말 미니시리즈 《화유기》(공동연출), tvN 월화 미니시리즈 《사이코메트리 그녀석》(연출), TVING 금요 오리지널 드라마 《당신의 운명을 쓰고있습니다》(연출) 등 연출 )

- 김정욱

### 극본
- 이하나 : ( MBC 수목 미니시리즈 《앙큼한 돌싱녀》(집필), KBS2 드라마스페셜 《보미의 방》(집필) 등 집필 )

## 등장 인물

### 주요 인물
- 강다니엘 : 위승현 역
- 채수빈 : 고은강 역 (아역 오아린)

### 새내기 친구들
- 이신영 : 김탁 역
- 박유나 : 기한나 역
- 박성준 : 유대일 역
- 민도희 : 우주영 역
- 김우석 : 서범주 역
- 천영민 : 신아리 역

### 경찰대학교
- 김상호 : 차유곤 역
- 서이숙 : 김순영 역
- 최우리 : 방희선 역

### 위승현의 가족
- 손창민 : 위기용 역 - 승현의 아버지
- 지수원 : 오숙자 역 - 승현의 어머니

### 고은강의 가족
- 이문식 : 고양철 역 - 은강의 아버지
- 정영주 : 이희숙 역 - 은강의 어머니

### 그 외 인물
- 현우성 : 강남기 역 - 강릉남서 형사
- 박연우 : 강주찬 역 - 경찰대학 4학년, 총학생회장
- 정수빈 : 백선유 역 - 여학생 생활관 사생장
- 이준우 : 엄혁 역 - 명예위원장
- 손소망 : 고미강 역 - 고은강의 언니
- 김율호 : 추만석 이사 - (과거) 다모스클럽의 총 책임자

### 단역
- 서범준 : 교육단 1 역
- 조한준 : 교육단 2 역
- 윤초희 : 교육단 3 역
- 배현준 : 경찰대 신입생 역
- 연세련 : 경찰대 신입생 역
- 차솔몬 : 경찰대 신입생 역
- 김이림 : 경찰대 신입생 역
- 감새얀 : 경찰대 신입생 역
- 김민호 : 경찰대 신입생 역
- 원형훈 : 경찰대 신입생 역
- 윤승후 : 경찰대 신입생 역
- 이휘 : 경찰대 신입생 역
- 장영준 : 경찰대 신입생 역
- 장호태 : 경찰대 신입생 역
- 송병준 : 경찰대 신입생 역
- 이금주 : 경찰대 신입생 역
- 김예지 : 경찰대 신입생 역
- 한채빈 : 경찰대 신입생 역
- 김이현 : 경찰대 신입생 역
- 송지오 : 경찰대 신입생 역
- 최재현
- 이영호
- 김광석
- 이현주
- 김미승
- 배희태
- 주재환
- 신하은
- 박정윤
- 이종욱
- 조윤호
- 이환희
- 최락영
- 이준경
- 기환
- 박선영
- 김봉주
- 표경빈

### 특별출연
- 곽시양 : 김현수 역
- 신예은 : 장소연 역
- 송수현 : 송수현 역

## 참고사항
- 서이숙과 채수빈은 2017년에 방송된 MBC 월화드라마 《역적 : 백성을 훔친 도적》 이후로 5년만에 재회하는 작품이다.
- 이문식과 정영주는 2019년에 방송된 SBS 금토드라마 《열혈사제》 이후로 3년만에 재회하는 작품이다.